# Kemijärvi

Położenie na mapie Finlandii

Kemijärvi (inari: Kemijävri, płn-lap. Giemajávri) – gmina i najbardziej na północ wysunięte miasto w Finlandii, w regionie Laponia, podregionie  Itä-Lapi. Ma 8447 mieszkańców (30 września 2010), powierzchnia wynosi 3 931,48 km², z czego 426,55 km² stanowi woda. Położone nad jeziorem o tej samej nazwie.
Pierwszym stałym osadnikiem w Kemijärvi był Paavali Ollinpoika Halonen, który przybył z wsi Niskakylä w Utajärvi (prowincja Oulu) w 1580 roku. Obszar ten nie był już wtedy zamieszkały przez Lapończyków, jednak na terenie gminy znajduje się Ämmänvaara – dawny ośrodek kultu Lapończyków.
W mieście znajduje się stacja kolejowa.

## Sąsiadujące gminy
- Pelkosenniemi
- Salla
- Rovaniemi
- Posio

## Miasta partnerskie
- Kandałaksza, Rosja
- Sōbetsu, Japonia
- Vardø, Norwegia